# Wilhelm Bańkowski
Wilhelm Fryderyk Otto Bańkowski von Frugnoni (ur. 27 maja 1867 w Kołomyi, zm. 24 marca 1932 w Wiedniu) – marszałek polny porucznik cesarskiej i królewskiej Armii.

## Życiorys
Urodził się 27 maja 1867. Jesienią 1887 rozpoczął zawodową służbę wojskową w c. i k. Armii. Został mianowany porucznikiem ze starszeństwem z 1 września 1887 w oddziałach strzelców i wcielony do Dolnoaustriackiego Batalionu Strzelców Polnych Nr 10 w Bruck an der Leitha. Na stopień nadporucznika został mianowany ze starszeństwem z 1 listopada 1890. W latach 1890–1892 był słuchaczem Szkoły Wojennej w Wiedniu. Po ukończeniu studiów wrócił do macierzystego batalionu, który wówczas stacjonował w Wiedniu. W 1893 został przydzielony do Sztabu Generalnego i wyznaczony na stanowisko oficera sztabu 7 Brygady Piechoty w Znojmie. Na stopień kapitana 1. klasy został mianowany ze starszeństwem z 1 listopada 1895. W tym samym roku został oficerem Sztabu Generalnego i otrzymał przydział do c. i k. Komendy 5 Korpusu w Bratysławie. W 1897 został przydzielony do Szkoły Kadetów Piechoty w Pradze na stanowisko nauczyciela. W 1901 został przydzielony do 26 Pułku Piechoty Obrony Krajowej w Mariborze, a w 1902 na stanowisko szefa sztabu 21 Dywizji Piechoty Obrony Krajowej w Pradze. Trzy lata później został przydzielony na stanowisko wykładowcy na Kursie oficerów sztabowych Obrony Krajowej w Wiedniu. Na stopień podpułkownika został mianowany ze starszeństwem z 1 maja 1907. W tym samym roku został przeniesiony do 6 Pułku Piechoty Obrony Krajowej w Chebie na stanowisko komendanta 2. batalionu. W latach 1909–1911 był przydzielony do c. k. Ministerstwa Obrony Kraju na stanowisko szefa Departamentu VIII. Na stopień pułkownika został mianowany 19 listopada 1910. W 1911 został przeniesiony służbowo na stanowisko komendanta Kursu Informacyjnego dla kapitanów (rotmistrzów) Obrony Krajowej. Na tym stanowisku 12 listopada 1914 został mianowany generałem majorem ze starszeństwem z 1 listopada 1914. W lutym 1915 był przydzielony do Grupy generała kawalerii Franza Rohra. W tym samym roku został mianowany komendantem 56 Brygady Górskiej. W grudniu 1916 był zastępcą komendanta wojskowego w Innsbrucku. W następnym roku zajmował stanowisko komendanta miasta Czerniowce. 27 listopada 1917 został mianowany marszałkiem polnym porucznikiem ze starszeństwem z 1 listopada 1917. W 1918 pełnił służbę na stanowisku przedstawiciela c. k. Ministerstwa Obrony Kraju w Urzędzie Odzysku Materiałów Wojennych. 22 maja 1918 został nobilitowany. Z dniem 1 stycznia 1919 został przeniesiony w stan spoczynku. Zmarł 24 marca 1932.

## Ordery i odznaczenia
W czasie służby w c. i k. Armii otrzymał:
- Krzyż Rycerski Orderu Leopolda z dekoracją wojenną i mieczami,
- Order Korony Żelaznej 3. klasy z dekoracją wojenną i mieczami,
- Krzyż Zasługi Wojskowej 3. klasy – 1908,
- Krzyż za 25-letnią służbę wojskową dla oficerów,
- Złoty Medal Jubileuszowy Pamiątkowy dla Sił Zbrojnych i Żandarmerii,
- Krzyż Jubileuszowy Wojskowy[25].